# Fulpingdandagau
Fulpingdandagau (nep. फुल्पिङडाँडा) – gaun wikas samiti w środkowej części Nepalu  w strefie Bagmati w dystrykcie Sindhupalchowk. Według nepalskiego spisu powszechnego z 2001 roku liczył on 966 gospodarstw domowych i 4997 mieszkańców (2509 kobiet i 2488 mężczyzn).